# AEL (modelo de tren)
AEL, acrónimo de Automotor Eléctrico Local, es un modelo de tren fabricado para la Empresa de los Ferrocarriles del Estado (EFE) de Chile. Los trenes se utilizaron para dar servicio a tramos electrificados locales de la línea Longitudinal Sur en las ciudades de Valparaíso, Santiago y Concepción. Se construyeron ocho unidades —con una composición similar a la de los trenes AEZ— y fueron numeradas AEL-31 a AEL-38.

## Historia
La construcción de los trenes AEL fue encargada por la Empresa de los Ferrocarriles del Estado al consorcio japonés Nissho Iwai en diciembre de 1970, siendo fabricados por las empresas Hitachi, Toshiba y Kawasaki. Los primeros 3 carros arribaron al puerto de Valparaíso el 13 de febrero de 1973 a bordo de la nave «Shunkoku Maru» proveniente de Kobe, y el 10 de marzo el AEL-31 realizó su primer recorrido de prueba entre Valparaíso y Santiago. El 3 de abril del mismo año llegaron los siguientes 5 trenes a bordo del barco «Gibraltar Maru», y los carros fueron llevados a la Maestranza Barón para su revisión y el ensamblaje final de los boguies para su puesta en servicio.

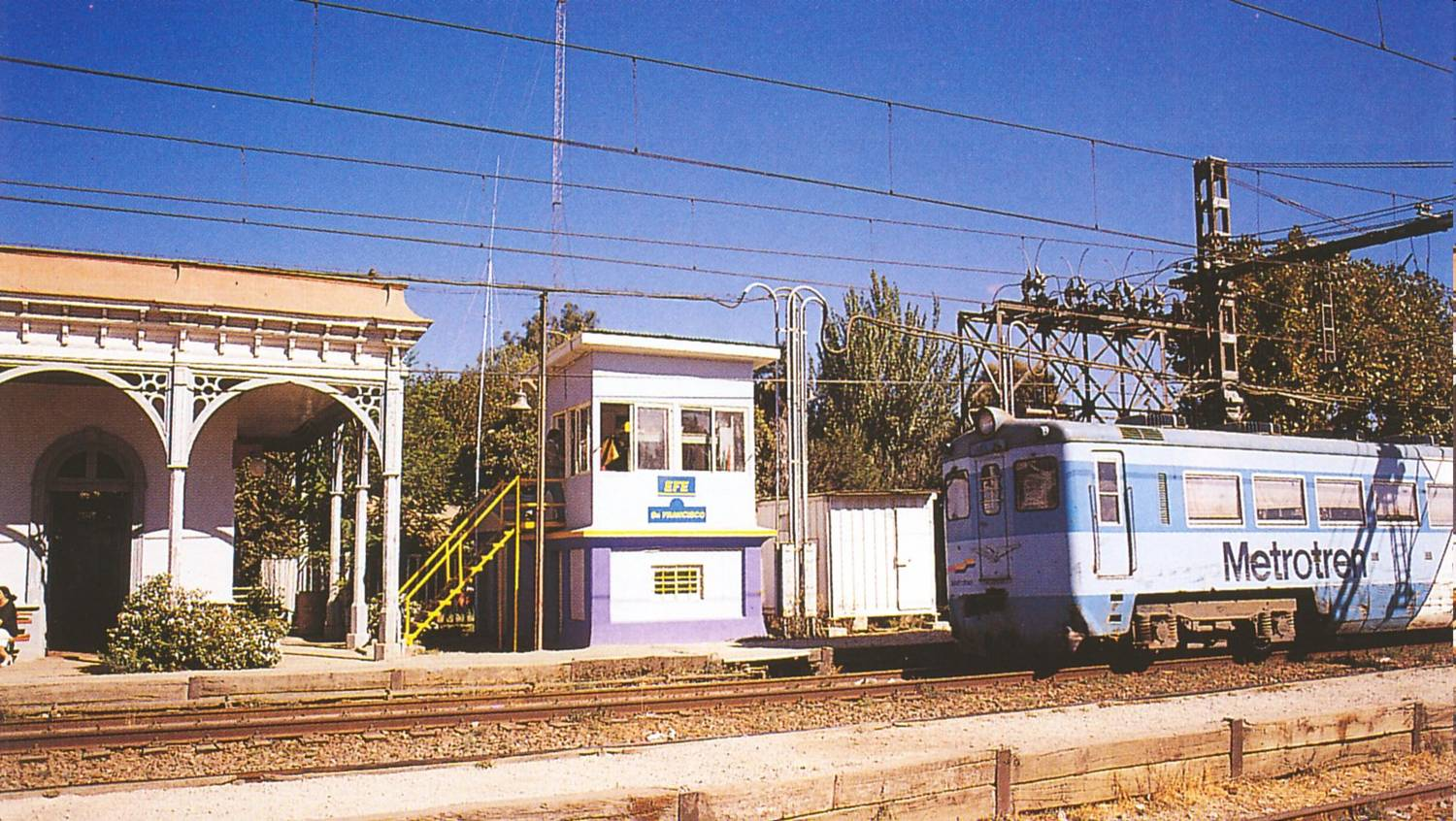
Automotor AEL con colores del servicio Metrotren en la estación San Francisco.

Inicialmente los trenes AEL fueron asignados al servicio Mapocho-Puerto, realizando viajes entre Santiago y Valparaíso. Los AEL 35, 36 y 37 fueron pintados de color celeste y asignados al nuevo servicio de Metrotren en 1990, realizando servicios de cercanías entre Santiago y Rancagua y entre Santiago y Tiltil; este último servicio fue descontinuado prontamente.
Hacia fines de 1997 comenzaron a llegar a Chile los trenes UT-440 para reemplazar a los trenes AEL en el servicio de Metrotren, por lo que estos carros fueron trasladados a Concepción para formar parte de la flota del servicio Biotren, que inició sus recorridos el 1 de diciembre de 1999. Los trenes AEL siguieron circulando en el Gran Concepción mediante el servicio denominado Corto Laja hasta 2012, fecha en que fueron reemplazados por unidades UT-440.